# Bölkow Bo 103
Die Bölkow Bo 103 war ein einsitziger Experimentalhubschrauber des bundesdeutschen Herstellers Bölkow Entwicklungen KG.

## Entstehung
Aus dem stationären Hubschraubertrainer  Bo 102 wurde versuchsweise der freifliegende Trainingshubschrauber Bo 103 abgeleitet, der den Aufbau des Rumpfgerüstes, Rotorsystem sowie das Triebwerk des Bo 102 verwendete. Die Bo 103 führte dann schließlich zur weiterentwickelten Bo 103 B. Dieser Einmannhubschrauber wurde von einem 61 kW (82 PS) starken Agusta-Motor angetrieben und hatte ein Abfluggewicht von 290 kg. Die Flugdauer betrug eine Stunde bei einer Geschwindigkeit von 100 km/h.
Bei der Bo 103 wurde – wie bei ihrem Vorgänger Bo 102 – ein GFK-Rotorblatt verwendet, welches dann ab dem Jahr 1967 bei der Bölkow Bo 105 in die Serienproduktion einging.

## Verbleib des Hubschraubers
Es wurde lediglich eine Maschine hergestellt, die heute noch existiert und im Hubschraubermuseum Bückeburg zu besichtigen ist.

## Technische Daten
| Kenngröße             | Daten                                 |
| --------------------- | ------------------------------------- |
| Besatzung             | 1                                     |
| Länge                 | ? m                                   |
| Rotordurchmesser      | 6,66 m                                |
| Höhe                  | 2,41 m                                |
| Rotorfläche           | 34,8 m²                               |
| Rotorblätter          | 1                                     |
| Leermasse             | 268 kg                                |
| max. Startmasse       | 390 kg                                |
| Reisegeschwindigkeit  | ? km/h                                |
| Höchstgeschwindigkeit | 100 km/h                              |
| Dienstgipfelhöhe      | ? m                                   |
| Reichweite            | 100 km                                |
| Triebwerke            | 1 × MV Agusta GA.70 mit 61 kW (83 PS) |